# Sigrid Sundius-Beckman
Sigrid Anna Mathilda Sundius-Beckman, född 19 oktober 1881 i Örebro, död 18 februari 1961 i Engelbrekts församling i Stockholm, var en svensk teckningslärare, målare och tecknare.
Sigrid Sundius-Beckman var dotter till trädgårdsarkitekten Agathon Sundius och Johanna Rydstrand, Hon var gift första gången 1906–1922 med apotekaren Ragnar Esaias Dahlström och andra gången 1923–1933 med apotekaren N Beckman samt var i första äktenskapet mor till Sven Sundius; hon var vidare syster till Nils Sundius. Sundius-Beckman studerade vid Tekniska skolan i Stockholm 1900–1903 och genomgick en teckningslärarkurs 1903, varefter hon tjänstgjorde som teckningslärare vid Stockholms folkskolor. Hon skrev och illustrerade barnböckerna Lille Pers dröm 1910  och Sommar i Lappland 1950. Som illustratör illustrerade hon Samuel Hedborns Ute blåser sommarvind 1916. Utan att framträda offentligt ägnade hon sig åt måleri i akvarell, olja och pastell. Sundius-Beckman är gravsatt på Skogskyrkogården i Stockholm.